# Delias jordani
Delias jordani é uma borboleta da família Pieridae. Foi descrita por George Hamilton Kenrick em 1909. Pode ser encontrada na Nova Guiné (Montanhas Arfak). O nome homenageia Karl Jordan.